# Longman (Band)
Longman (Eigenschreibweise: LONGMAN) ist eine im Jahr 2012 gegründete Rock-/Punk-Band aus Matsuyama in der Präfektur Ehime, die bei Sony Music Associated Records unter Vertrag steht.
Die Band veröffentlichte fünf Studioalben, vier EPs und mehrere Singles. Diverse Lieder der Gruppe sind in Vorspann- bzw. Abspannsequenzen verschiedener Drama- und Anime-Produktionen zu hören.
Bei den CD Shop Awards in den Jahren 2016 und 2020 erhielt die Gruppe jeweils einen Regionalpreis.

## Geschichte
Die Gruppe wurde im Jahr 2012 gegründet und ging aus einem Musikclub der Matsuyama-Universität hervor. Die Gründungsmitglieder sind Sänger und Gitarrist Hiroya Hirai, Sängerin und Bassistin Sawa Yoriki und Schlagzeuger Yuki Horikawa. In einem Interview aus dem Jahr 2015 erklärte Hirai im Bezug auf die Herkunft des Bandnamens, dass dieser an das gleichnamige Wörterbuch angelehnt ist.
Im Februar des Jahres 2013 erschien mit Stay Hungry, Stay Foolish ihre Debüt-EP beim Independentlabel Katachidake Records. Dem folgte im Juli des Folgejahres das Debütalbum, welches unter dem Namen Neverland beim eigenen Label Belde Records in Japan erschien. Das Album erreichte eine Notierung in den heimischen Albumcharts von Oricon, wo es auf Platz 193 einstieg und eine Woche lang vertreten war. a Nach einem Wechsel zu VION erschien im August 2015 die zweite EP tick. Die EP wurde während einer 22 Konzerte umfassenden Japantournee beworben. Für die EP wurde die Gruppe mit dem Regionalpreis bei den CD Shop Awards bedacht.
Im November des Jahres 2016 erschien mit So Young das zweite Studioalbum bei VION. Das Album schaffte den Einstieg auf Platz 33 der heimischen Oricon-Charts. Im April und Mai 2027 tourten die Musiker erneut durch Japan, ehe die Musiker die Konzertaktivitäten aufgrund gesundheitlicher Probleme von Bassistin und Sängerin Yoriki im Juli für ein Jahr einstellten. Im September des Jahres 2018 folgte die Veröffentlichung der dritten EP unter dem Titel Walking. Zwischen Januar und März 2019 spielten die Musiker ihre dritte Tournee durch Japan. Unmittelbar nach dem Konzertes am 10. März 2019 in Matsuyama, Präfektur Ehime gaben die Musiker bekannt, bei Sony Music Associated Records unterschrieben zu haben. Im Juni veröffentlichte die Band unter dem Titel Dictionary～indies BEST 2013–2019～ ein Best-of-Album, welches einen musikalischen Querschnitt des bisherigen musikalischen Schaffens darstellt und eine zusätzliche Live-DVD enthält.
Ihr Labeldebüt bei Sony Music gab die Gruppe im November gleichen Jahres mit der Herausgabe der Single Wish On, welches in der Abspannsequenz zur Anime-Produktion Boruto: Naruto Next Generations zu hören ist. Die Single stieg auf Platz 38 der heimischen Oricon-Singlecharts ein. Für die Single erhielt die Gruppe bei den CD Shop Awards 2020 zum zweiten Mal den Regionalpreis. Im Februar 2020 veröffentlichten die Musiker ihr drittes Studioalbum mit dem Titel Just a Boy. Begleitet wurde die Albumveröffentlichung von einer Japantournee, die zwischen Februar und April stattfand. Das Album enthält das Lied Replay, welches im Abspann der ersten Staffel des Fernsehdramas Laid-Back Camp zu hören ist. Im April des Jahres 2021 folgte die Herausgabe des Minialbums This Is Youth, welches das Lied Hello Youth enthält, welches im Abspann der zweiten Staffel von Laid-Back Camp genutzt wurde.
Anfang Mai 2022 erschien die EP Lyra, dessen gleichnamiges Lied in der Abspannsequenz der Animeserie Love All Play zu hören ist. Im Mai des Jahres 2023 wurde bekanntgegeben, dass die Band mit dem Lied Spiral im Vorspann der zweiten Staffel der Fantasy-Animeserie Mushoku Tensei zu hören ist. Das Lied erschien am 10. Juli 2023 zunächst auf digitaler Ebene veröffentlicht und erhielt im August gleichen Jahres eine Tonträgerveröffentlichung als CD-Single. Anfang Oktober folgte die Herausgabe des fünften Studioalbums 10/4.

## Musik
Die Musik von Longman wird als eine melodische Variante des Punk-Rock beschrieben. Dabei nannten die Musiker Gruppen wie 10-Feet, Ellegarden aber auch Musikrichtungen wie J-Pop und Metal als musikalische Einflüsse.

## Diskografie

### Studioalben
| Jahr | Titel Musiklabel                            | Höchstplatzierung, Gesamtwochen, AuszeichnungChartsChartplatzierungen (Jahr, Titel, Musiklabel, Platzierungen, Wochen, Auszeichnungen, Anmerkungen) | Anmerkungen                            |
| Jahr | Titel Musiklabel                            | JP | Anmerkungen                            |
| ---- | ------------------------------------------- | --- | -------------------------------------- |
| 2014 | Neverland Belde Records                     | JP193 a (1 Wo.)JP | Erstveröffentlichung: 16. Juli 2014    |
| 2016 | So Young VION                               | JP33 (3 Wo.)JP | Erstveröffentlichung: 2. November 2016 |
| 2020 | Just A Boy Sony Music Associated Records    | JP21 (3 Wo.)JP | Erstveröffentlichung: 5. Februar 2020  |
| 2021 | This Is Youth Sony Music Associated Records | JP20 (2 Wo.)JP | Erstveröffentlichung: 19. Mai 2021     |
| 2023 | 10/4 Sony Music Associated Records          | JP31 (1 Wo.)JP | Erstveröffentlichung: 4. Oktober 2023  |

### Kompilationen
| Jahr | Titel Musiklabel                         | Höchstplatzierung, Gesamtwochen, AuszeichnungChartsChartplatzierungen (Jahr, Titel, Musiklabel, Platzierungen, Wochen, Auszeichnungen, Anmerkungen) | Anmerkungen                         |
| Jahr | Titel Musiklabel                         | JP | Anmerkungen                         |
| ---- | ---------------------------------------- | --- | ----------------------------------- |
| 2019 | Dictionary～indies BEST 2013–2019～ VION | JP15 (3 Wo.)JP | Erstveröffentlichung: 12. Juni 2019 |

### EPs
| Jahr | Titel Musiklabel                              | Höchstplatzierung, Gesamtwochen, AuszeichnungChartsChartplatzierungen (Jahr, Titel, Musiklabel, Platzierungen, Wochen, Auszeichnungen, Anmerkungen) | Anmerkungen                                                                                                |
| Jahr | Titel Musiklabel                              | JP | Anmerkungen                                                                                                |
| ---- | --------------------------------------------- | --- | --- |
| 2013 | Stay Hungry, Stay Foolish Katachidake Records | — | Erstveröffentlichung: 10. Februar 2013                                                                     |
| 2015 | tick VION                                     | — | Erstveröffentlichung: 19. August 2015                                                                      |
| 2018 | Walking VION                                  | JP21 (4 Wo.)JP | Erstveröffentlichung: 26. September 2018                                                                   |
| 2022 | Lyra Sony Music Associated Records            | JP44 (2 Wo.)JP | Erstveröffentlichung: 4. Mai 2022 Einstieg in den Oricon-Singlecharts Abspannmusik zum Anime Love All Play |

### Singles
| Jahr | Titel Album                      | Höchstplatzierung, Gesamtwochen, AuszeichnungChartsChartplatzierungen (Jahr, Titel, Album, Platzierungen, Wochen, Auszeichnungen, Anmerkungen) | Anmerkungen |
| Jahr | Titel Album                      | JP | Anmerkungen |
| --- | -------------------------------- | --- | --- |
| 2019 | Wish On Just A Boy               | JP38 (2 Wo.)JP | Erstveröffentlichung: 6. November 2019 Abspann Boruto: Naruto Next Generations                                 |
| 2023 | Spiral 10/4                      | JP40 (5 Wo.)JP | Erstveröffentlichung: 10. Juli 203 (Digital) 30. August 2023 (CD) Vorspann Mushoku Tensei (2. Staffel, Part 1) |
| Folgende Lieder wurden als Digital-Only-Single veröffentlicht und sind in Japan daher nicht chartberechtigt |                                  | | |
| |                                  | | |
| 2021 | Hello Youth This Is Youth        | — | Erstveröffentlichung: 30. März 2021 Abspann zum Fernsehdrama Laid-Back Camp (2. Staffel) (TV Tokyo)            |
| 2023 | Ai wo Shinjitai da 10/4          | — | Erstveröffentlichung: 7. Januar 2023 Abspann zum Fernsehdrama It Is Not Good, Maybe (TV Asahi)                 |
| 2023 | I Love His Song I Could Die 10/4 | — | Erstveröffentlichung: 2023                                                                                     |

## Auszeichnungen und Nominierungen
| Jahr | Auszeichnung          | Kategorie                      | für     | Resultat | Quellen |
| ---- | --------------------- | ------------------------------ | ------- | -------- | ------- |
| 2016 | CD Shop Awards        | Regionalpreis (Shikoku)        | tick    | Gewonnen | [ 7 ]   |
| 2020 | CD Shop Awards        | Regionalpreis (Shikoku)        | Wish On | Gewonnen | [ 21 ]  |
| 2024 | Anime Trending Awards | Opening Theme Song of the Year | Spiral  | 4. Platz | [ 32 ]  |